# Dictya knutsoni
Dictya knutsoni är en tvåvingeart som beskrevs av Orth 1991. Dictya knutsoni ingår i släktet Dictya och familjen kärrflugor. Inga underarter finns listade i Catalogue of Life.